# Stanisław Kochanek
Stanisław Kochanek (ur. 25 maja 1905 w Jedliczu, zm. 14 lipca 1995 w Krośnie) – polski malarz i rzeźbiarz realista.

## Życiorys
Urodził się w 25 maja 1905 w Jedliczu. Studia artystyczne odbył w Szkole Przemysłu Artystycznego w Krakowie. Jako absolwent wystawiał w 1925 swoje projekty, rysunki i karykatury w Towarzystwie Sztuk Pięknych w Krakowie i ze Szkołą Przemysłu Artystycznego w Paryżu na Międzynarodowej Wystawie Sztuk Dekoracyjnych.
Z inicjatywy Dyrekcji Szkoły wydał w 1925 album karykatur profesorów Szkoły pod tytułem „Nasza buda”. Wydanie albumu karykatur dało młodemu artyście rozgłos daleko poza murami szkoły. W 1926 wstąpił do Akademii Sztuk Pięknych w Krakowie. W latach 1926–1932 studiował malarstwo u prof. Fryderyka Pautscha, grafikę u prof. Jana Wojnarskiego, scenografię u prof. Karola Frycza i rzeźbę u prof. Xawerego Dunikowskiego. W czasie studiów uzyskiwał pochwały, między innymi za studium aktu, krajobrazu oraz za prace graficzne, a w 1929 otrzymał stypendium, z Funduszu Kultury Narodowej, na wyjazd do Włoch.
W 1939 urządził pierwszą wystawę swoich portretów w Suwałkach, gdzie malował wizerunki oficerów IV Dywizjonu Artylerii Konnej i sceny rodzajowe z życia Dywizjonu. Po wyzwoleniu był organizatorem Związku Artystów Plastyków w Krośnie i współredaktorem pisma artystycznego w Krośnie o nazwie „Sztuka i Życie”. 
Był również współorganizatorem Krośnieńskiego Muzeum oraz Szkoły Artystycznej, w której wykładał podstawy rysunku i malarstwa. W Krośnieńskim Domu Kultury prowadził dla młodzieży, przez szereg lat, lekcje malarstwa i rysunku, a jednocześnie wykonywał scenografię dla Teatru Górniczego „Nafta”. Był i pozostał malarzem realistą, artystą przedkładającym serce i uczucia nad techniczną szarlatanerię. Nie uległ prądom mody, nie oddalił się w krainę malarstwa dostępnego dla wąskiego grona znawców. Wystawiał swoje prace na wystawach w Krośnie, Rzeszowie, Przemyślu i Łańcucie. W 1960 wstąpił do Ogólnopolskiej Grupy „Zachęta” w Krakowie. Wystawiał z tą Grupą w Warszawie, Krakowie, Lublinie, Radomiu, Rzeszowie, Krośnie i w Szczecinie.
W 1963 brał udział w wystawie z Grupą „Zachęta” w Moskwie i 12 miastach ówczesnego ZSRR, między innymi we Lwowie, Kijowie, Odessie, Charkowie, Sumach, Zaporożu, Rydze itd. Jego obraz „Góralka” był reprodukowany w kolorze w pismach artystycznych „Twórczestwo”, „Iskustwo”, „Ogoniok”.
Między innymi w moskiewskiej „Prawdzie”, z dnia 4 maja 1963, Boris Polewoj w artykule pt. „Spotkanie z mistrzami „Zachęty” napisał, iż...
„w szczególności wywiera niezatarte wrażenie pełna radości życia praca Stanisława Kochanka”.
W miesięczniku „Sztuka”(„Iskustwo”) Nr.9/63- Moskwa, Organie Ministerstwa Kultury ZSRR, L. Urazowa w publikacji o tytule „Artyści Grupy Zachęta”, również bardzo przychylnie wyraziła się o twórczości Stanisława Kochanka. L. Urazowa, jako krytyk sztuki, zwróciła uwagę na „jaskrawość barw” i na „liliowe cienie na czystym śniegu”. Również o mistrzach „Zachęty” w gazecie „Izwiestia” z 5 maja 1963 (dodatek niedzielny) pisał rosyjski artysta J. Degtiarew – tytuł artykułu „Realizm jednocząca siła” oraz w tej samej gazecie z 3.07.1963 roku, L. Tanajewa – historyk sztuki i współpracownik Ministerstwa Kultury ZSRR w publikacji o tytule „Do każdego serca”.
W 1979 został wpisany do „Księgi zasłużonych dla województwa krośnieńskiego” (1979).
Ostatnie za życia artysty, indywidualne wystawy malarstwa, rysunku i karykatury odbyły się w 1993 w Muzeum im. Marii Konopnickiej w Żarnowcu oraz w 1994 w Biurze Wystaw Artystycznych w Krośnie. W 2008 Muzeum Historyczne - Pałac w Dukli zorganizowało, z dużym rozmachem, wystawę pod tytułem „Portret to moja specjalność. Twórczość Stanisława Kochanka.” Przedstawiono około 150 prac artysty z dziedziny portretu, karykatury, rzeźby, pejzażu i malarstwa batalistycznego. Należy  wspomnieć o wystawie z 2001, zrealizowanej również przez kierownictwo Muzeum Historycznego - Pałac w Dukli, pt. „Podkarpackie fascynacje Mirona Białoszewskiego i Stanisława Kochanka”.

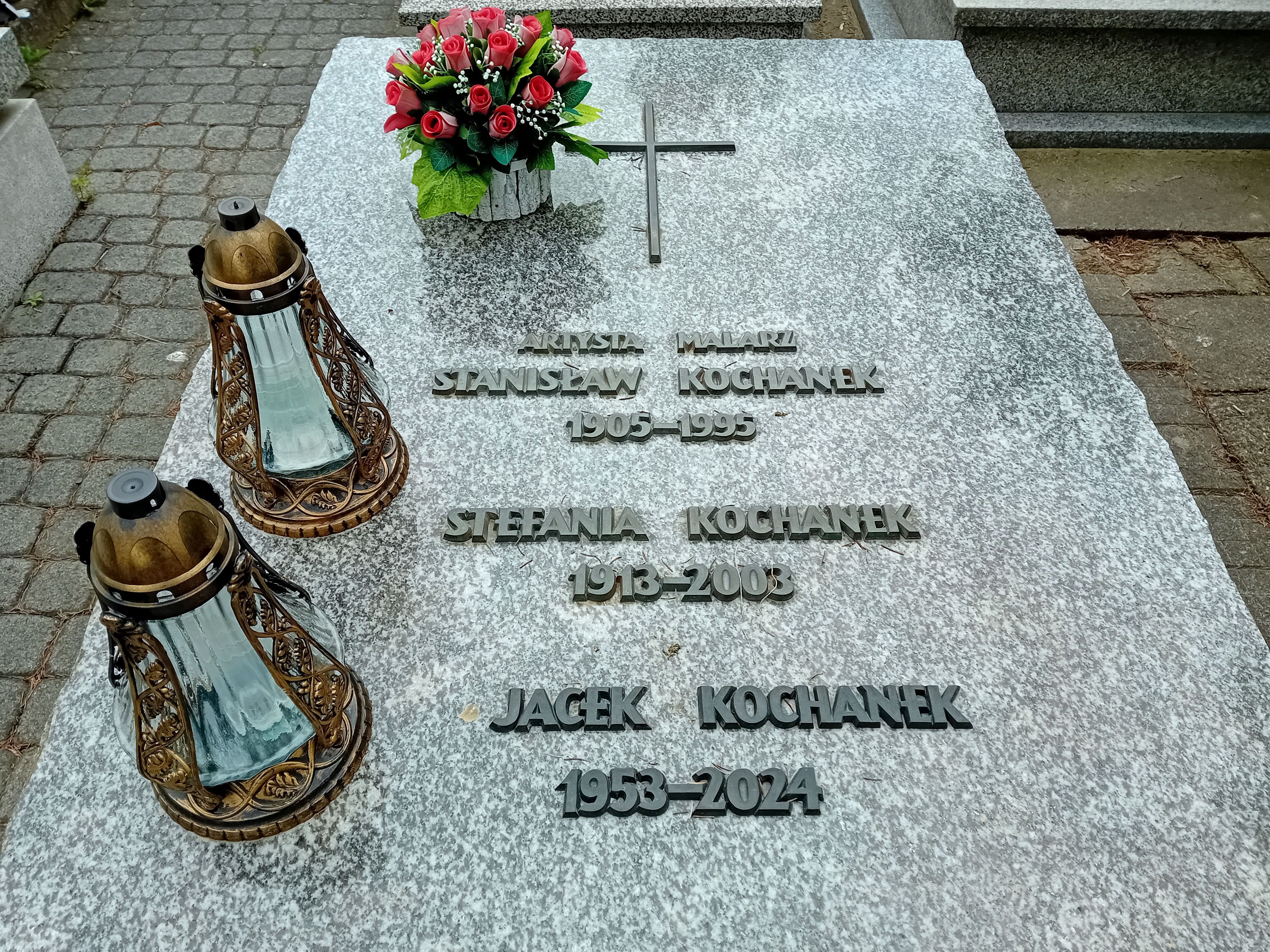
Grobowiec rodzinny Stanisława Kochanka

Do znaczniejszych prac niewątpliwie należy rzeźbiony przez artystę w glinie według własnego projektu, a następnie odlany w brązie, pomnik Mikołaja Kopernika, który stoi na granitowym cokole w centrum miasta Krosna (1973 r.).
Również bardzo istotne dla twórcy prace, to portret prezydenta J. Kennedy’ego dla Uniwersytetu Polonijnego Villa Maria College w Buffalo oraz portret Fryderyka Chopina dla Towarzystwa im. Fr. Chopina w Buffalo – obydwa portrety były malowane na zamówienie Polonii Amerykańskiej (1964 i 1965 r.).
Prace jego uzyskały dobre oceny amerykańskich znawców sztuki, a sam artysta otrzymał zaproszenie na indywidualną wystawę w Albricht Knox Art Gallery w Buffalo. Dzieła jego można znaleźć w Muzeum Podkarpackim w Krośnie, w Muzeum Okręgowym w Rzeszowie, w Muzeum Regionalnym w Jaśle, w Muzeum im. Marii Konopnickiej w Żarnowcu, w Muzeum Skansen Naftowy w Bóbrce, w Muzeum Historycznym w Krakowie, w Muzeum Rzemiosła w Krośnie, w Bibliotece Narodowej w Warszawie, w European Gallery – Staten Island – Nowy Jork, w wielu Kościołach oraz w zbiorach prywatnych w kraju i za granicą.
W swoich ogólnoludzkich poglądach był głęboko narodowy i wierny tradycjom sztuki narodowej.
Jego żoną była Stefania Kochanek (1913-2003). Został pochowany na Cmentarzu Komunalnym w Krośnie.